# 2454 Olaus Magnus
2454 Olaus Magnus (1941 SS) là một tiểu hành tinh vành đai chính được phát hiện ngày 21 tháng 9 năm 1941 bởi Y. Vaisala ở Turku.